# Nova (Frankie Raye)
Nova, eredeti nevén Frankie Raye egy kitalált szereplő a Marvel Comics képregényeiben. A szereplőt Roy Thomas és George Pérez alkotta meg. Első szereplése a Fantastic Four 164. számában volt, 1975 novemberében.

## Története
Frankie Raye New York-ban született. Édesapja fiatal korában elhagyta a családját. Anyja később férjhez ment egy Thomas Raye nevet használó férfihoz, aki bár szerelő volt, szívesen foglalatoskodott kis laboratóriumában. Frankyt anyja halála után mostohaapja nevelte, és a gyermek más családi elfoglaltság híján a laborban segédkezett nevelőapjának.
Mikor Thomas először hallott a Fáklya nevet használó Johnny Stormról a Fantasztikus Négyes egyik tagjáról, a férfin düh lett úrrá. Thomas valójában Phineas T. Horton volt, az a feltaláló, aki megalkotta azt az androidot, aki Fáklya néven a második világháború egyik amerikai hőse volt. A kormány később felfüggesztette a kutatásait és egy raktárba helyezte a hatástalanított androidot és Horton berendezéseit. Raye nevelőapjával tartott, mikor az felkereste a raktárépületet. Miközben pár palack vegyszert vitt, véletlenül megbotlott és a palackokból kiömlő vegyszerek lángba borították.
Raye nemcsak túlélte a balesetet, de képessé vált egyfajta tűz-erőt létrehozni, akárcsak a Fáklya. Horton, hogy megóvja a lányt attól a társadalmi kirekesztettségtől, amin az első Fáklya is keresztülment, hipnotizálta és elfeledtette vele a történteket. Emellett a lányba plántált egy, a tűztől való félelmet is. Létrehozott egy átlátszó öltözéket is a lány számára, mely elfojtotta annak tűz feletti erejét. A hipnózis hatására Frankie nem is tudta, hogy viseli a különleges öltözéket. A történtek után Horton, hogy megvédje magára hagyta a 14 éves lányt, de minden hónapban küldött neki egy csekket.
A következő néhány évben Raye viszonylag normális életet élt, befejezte a középiskolát és a főiskolát, és tolmácsként helyezkedett el. Pirofóbiája ellenére azonban mégis vonzódni kezdett Johnny Stormhoz, akivel hamarosan járni is kezdett. A Fáklya végül felfedezte a lány átlátszó védőruháját, amiről persze Franky a hipnózis hatása miatt semmit sem tudott. A Fantasztikus Négyes vezetője, Mr. Fantastic végül megoldotta a ruha rendeltetésének rejtélyét és feloldotta a lányt a hipnózis alól. Mr. Fantastic megengedte a lánynak, hogy csatlakozzon a Fantasztikus Négyeshez. Franky hamar megtanulta Stormnál is pontosabban használni képességeit, bár alacsonyabb hatásfokkal.
A fiatal nő újonnan szerzett szabadságát egy váratlan esemény, Galactus érkezése szakította meg. Bár a bolygófaló korábban esküt tett, hogy nem bántja a Földet, de olyannyira legyengült, hogy nem volt más választása. A Fantasztikus Négyes szembeszállt vele és Terrax nevű akkori hírnökével. Az összetűzés során Terrax, mint megannyian előtte, legyengült gazdája ellen fordult, de nem sikerült legyőznie Galactust, és kis híján bele is halt meggondolatlan tettébe. A harc során a végsőkig kimerült Galactust a földi szuperhősöknek egyesült erővel sikerült legyőzniük. Galactust Mr. Fantastic megmentette a pusztulástól, de így a Föld ismét veszélybe került.
Raye, akinek nem engedték meg, hogy részt vegyen a harcban, váratlanul felbukkant és önként jelentkezett, hogy Galactus új hírnöke legyen. Ennek fejében azt kérte, hogy kímélje meg a Földet, ahogyan azt az Ezüst Utazó bolygójával, a Zenn-Lával is tette. Mr. Fantastic nem adta a beleegyezését hiszen ő a lakott világokra is gondolt, ám a lánynak nem voltak ilyen erkölcsi aggályai s az egyezség végbement. Raye megkapta Galactustól a kozmikus erőt és a lány immár Nova néven született újjá. Nova rögtön elhagyja a bolygót, a Fáklya pedig kétségbeesve követte a légkör felső határáig, ahol a lány örökre eltűnt a szeme elől ő pedig visszazuhant. Galactus pár búcsúszó után követte új hírnökét.
Nova első világa, amit az éhező Galactusnak talált, egy lakott világ, a Skrull birodalom trónbolygója, a Tarnax IV volt. Nova könnyűszerrel felszámolta az ellene vezényelt flottát, hogy Galactus a bolygón csillapíthassa éhségét. Bár Nova megmagyarázhatatlan vonzódást érzett Galactus iránt (saját maga ezt szerelemként fogalmazta meg), őt is elérte ugyanaz az apátia, mint az Ezüst Utazót. Az Utazó ekkor magával vitte és megmutatott neki egy világot. Megkérdezte Novát választaná-e azt a gazdájának. Mikor Nova igent mondott az Utazó elárulta, hogy a bolygó a lány szülőplanétája, a Föld, aminek megmentéséért ő valaha a bolygófaló szolgálatába állt.
Nova összeomlott és ez haszontalanná tette őt Galactus számára, így a lány az Ezüst Utazó társa lett. Több más korábbi hírnökkel együtt megpróbálták távol tartani Galactus új hírnökét, Morgot a lakott világoktól, és egy harc során Morg végzett Novával. Büntetésként Galactus megfosztotta Morgot kozmikus erejétől, így ellenségei könnyedén legyőzték. Az Ezüst Utazó Novát egy csillagba „temette”.

## Alternatív verzió
John Byrne egy alternatív jövőben játszódó történetében, a „The Last Galactus Story”-ban Novát feltámasztották és a világegyetem végéig szolgálta félisten gazdáját, Galactust.

## Képességek
Emberként Raye ereje megfelelt a Fantasztikus Négyesben harcoló Fáklya erejével. Lángba tudott borulni anélkül, hogy megégette volna magát, repült és tűznyalábokat volt képes létrehozni. Meg tudta növelni a közeli tüzek méretét és erejét. Mint tolmács több nyelvet beszélt folyékonyan és az ENSZ-nél is dolgozott.
Mint Nova, Galactus hírnöke kozmikus erővel rendelkezett. Képes volt kilépni az űrbe, térkaput létrehozni, gyorsabban utazott mint a fény, manipulálta az anyagot és energiát. Nova körülbelül 40 tonnát tudott kinyomni, de nem elsősorban a fizikai erejével küzdött. Míg Galactus hírnöke volt semmilyen gyenge pontjára nem derült fény.

## Más megjelenései

### Animáció
Novaként alkalmi karakter volt az 1994-es Fantastic Four animációs sorozatban és az 1988-as The Silver Surfer-ben.

### Élőszereplős film
Egy Frankie Raye nevű szereplő is megjelent a 2007-es A Fantasztikus Négyes és az Ezüst Utazó című filmben egy tudóscsapat tagjaként, akik az Utazót akarták megvizsgálni. Hogy ennek a Frankie Rayenek voltak e különleges képessége, nem derült ki a filmből. A filmben Frankie szerepében Beau Garrett volt látható.

## Külső hivatkozások
- Nova a Marvel.com oldalain